# Municipio de Cambridge (Illinois)
El municipio de Cambridge (en inglés: Cambridge Township) es un municipio ubicado en el condado de Henry en el estado estadounidense de Illinois. En el año 2010 tenía una población de 2525 habitantes y una densidad poblacional de 26,38 personas por km².

## Geografía
El municipio de Cambridge se encuentra ubicado en las coordenadas 41°17′7″N 90°8′8″O / 41.28528, -90.13556. Según la Oficina del Censo de los Estados Unidos, el municipio tiene una superficie total de 95.71 km², de la cual 95,66 km² corresponden a tierra firme y (0,05 %) 0,05 km² es agua.

## Demografía
Según el censo de 2010, había 2525 personas residiendo en el municipio de Cambridge. La densidad de población era de 26,38 hab./km². De los 2525 habitantes, el municipio de Cambridge estaba compuesto por el 96,63 % blancos, el 1,43 % eran afroamericanos, el 0,28 % eran amerindios, el 0,55 % eran asiáticos, el 0,08 % eran de otras razas y el 1,03 % eran de una mezcla de razas. Del total de la población el 1,86 % eran hispanos o latinos de cualquier raza.